# Tatarak

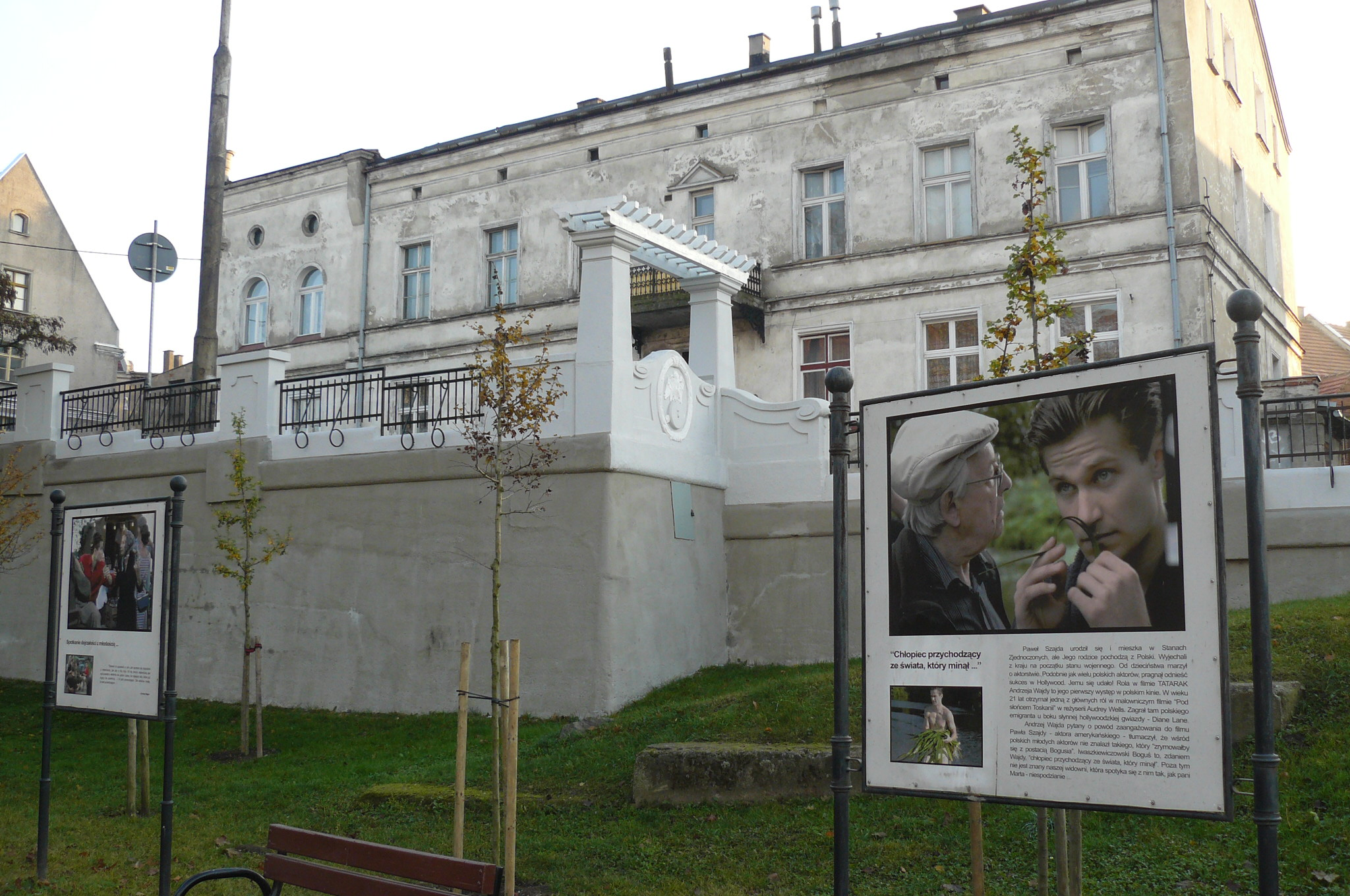
Locandine del film nella città dove è stato realizzato il film.

Tatarak è un film del 2009 diretto da Andrzej Wajda. Il film ha vinto il Premio Alfred Bauer (alla pari con Gigante, diretto da Adrián Biniez) al Festival di Berlino 2009.

## Trama
In una piccola città della Polonia nella seconda metà degli anni 50 la moglie di un medico incontra un ragazzo che la fa sentire giovane di nuovo. La donna non sa di aver contratto un cancro ai polmoni dato che il marito preferisce non dirglielo non essendoci speranze ed essendo la donna già fragile per la morte in guerra dei propri figli.
Come in un film nel film le scene si intrecciano con il racconto dell'attrice protagonista Krystyna Janda della morte per cancro del proprio marito, Edward Klosinski, uno dei più vicini collaboratori del regista. Il film è dedicato infatti proprio a Klosinski.